# 負一級反應
在化學中，負一級反應，亦稱為負一反應或倒數反應，是指反應級數為-1的化學反應，或反應速率與反應物的濃度的負一次方成正比，換句話說，就是反應速率與反應物的濃度成反比。
負一級反應或其他級數小於0的反應非常罕見。

## 例子
氧和臭氧的轉換反應的反應式為:
2 O3 → 3 O2
它是一種可逆反應，因此反應示可以記為:
2 O3⇌3 O2
因此O3和O2會同時出現，但是這個反應會受產物影響，在高濃度時，會衰變成普通的雙原子氧，雙原子氧也會參與這個反應（在一大氣壓條件下的半衰期約半小時），因此，反應式可以改寫成:
2 O3 + O2 → 4 O2
或
O3 + 3O2 → 3 O3
此時的速率方程為{\displaystyle r=k{\frac {[O_{3}]^{2}}{[O_{2}]}}\,}
在此時，對於參與正反應的O2而言，其反應及數為-1
但整體而言，其反應總級數(-1)+2=1，是一個一級反應。

## 運算
假設反應速率(rate)為R，反應物A的濃度為[A]，速率常數為k，其速率方程如下：
{\displaystyle R=k[A]^{-1}}
由於是負一次方，因此可以記為倒數
{\displaystyle R={\frac {k}{[A]}}}
由上式可知，二級反應的反應速率與反應物濃度成反比，即：
{\displaystyle -{\frac {d[A]}{dt}}={\frac {k}{[A]}}}
現將上式移項，整理如下：
{\displaystyle [A]d[A]=-kdt}
兩邊同時積分，由0積至t，時間為0的時候，A的濃度寫成[A]0，得：
{\displaystyle \int _{[A]_{0}}^{[A]}[A]d[A]=-k\int _{0}^{t}dt}
得{\displaystyle {\frac {[A]^{2}}{2}}-{\frac {[A]_{0}^{2}}{2}}=-kt}
移項後得:{\displaystyle {\frac {[A]^{2}}{2}}={\frac {[A]_{0}^{2}}{2}}-kt}
整理後得:{\displaystyle [A]^{2}=[A]_{0}^{2}-2kt}
得到的式子就是濃度與時間的關係。
由所得式又可推導半生期(半衰期)：
{\displaystyle ({\frac {[A]_{0}}{2}})^{2}=[A]_{0}^{2}-2kt}
可得半生期
{\displaystyle t_{\frac {1}{2}}={\frac {3[A]_{0}^{2}}{8k}}}

## 負一以下的反應

### 負二級反應
在化學中，負二級反應，(亦稱為負二次反應)，是指反應級數為-2的化學反應，或反應速率與所有反應物的總濃度負二次方成正比，換句話說，就是反應速率與反應物濃度的平方成反比。
由於負二級反應的推導過程與負一級相似，因此不列出。
濃度與時間的關係:
{\displaystyle [A]^{3}=[A]_{0}^{3}-3kt}
半生期:
{\displaystyle t_{\frac {1}{2}}={\frac {7[A]_{0}^{2}}{24k}}}